# Inium simplum
Inium simplum är en tvåvingeart som beskrevs av Mcalpine 1995. Inium simplum ingår i släktet Inium och familjen bredmunsflugor. Inga underarter finns listade i Catalogue of Life.